# اندیس عباس‌آباد
عبا س آباد یک اندیس غیرفلزی است که در حوالی شهر نوده استان خراسان قرار دارد و مادهٔ معدنی موجود در آن، باریت است.  